# Georges Vinson
Pour les articles homonymes, voir Vinson.
Georges Vinson, est un médecin, homme politique et diplomate français, né le 11 février 1930 à Oujda (Maroc) et mort le 19 février 2013 à Suresnes (Hauts-de-Seine).
Il est Député du Rhône (1967-1968), Maire socialiste de Tarare (Rhône) de 1971 à 1981 puis Ambassadeur de France 1981 à 1996.

## Biographie
Georges-Émile Vinson, fils d'Émile Vinson et de Léonie Wintherling, est né le 11 février 1930 à Oujda au Maroc, à l'époque sous protectorat français.
Après avoir décroché une licencie en droit et un doctorat en médecine, il s'installe comme médecin généraliste, à 25 ans, au milieu des années 1950, à Tarare dans le Rhône.
Pour l'élection présidentielle de 1965, il fait campagne pour François Mitterrand. Il se rapproche du futur 21ème Président de la République jusqu'à devenir le médecin personnel de ce dernier et de sa famille.
Il est candidat pour la Fédération de la gauche démocrate et socialiste (FGDS) lors de l'élection législative de 1967 et est élu au second tour dans une triangulaire, battant le député sortant Joseph Rivière et le centriste Georges Goutagneux. Mais un peu plus d'un an plus tard, avec la dissolution de l'Assemblée nationale à la suite des événements de mai 1968, il est battu lors des élections de juin 1968 par Joseph Rivière.
Lors des élections municipales de 1971, il est élu maire de Tarare, succédant à Joseph Rivière. Il est réélu lors des élections de 1977. Il est l'initiateur de divers projets sur Tarare, notamment, la construction des trois foyers logements pour personnes âgées (Bonheur et bien-être, Soleil et Joie de vivre), les courts de tennis, la caserne des pompiers, les rues piétonnes Anna-Bibert et Mozelle ou encore la rénovation de l’hôpital pour ne citer qu'eux,.
Il démissionne de son mandat de premier magistrat de la Ville de Tarare en 1981 et reste simple conseiller municipal pour devenir ambassadeur de France. Il est successivement nommé aux Seychelles (1981-1985), en Tanzanie (1985-1989) et en Thaïlande (1989-1993).
En 1993, après de l'assassinat de Philippe Bernard, il est proposé par le Ministère des affaires étrangères pour être à la succession de l'ambassade de France au Zaïre. Cependant quelques jours plus tard, le président du Zaïre Mobutu Sese Seko lui refuse l'accréditation, car trop proche du président Mitterrand, selon ce dernier,. C'est donc Jacques Depaigne qui occupe le poste à compter du 28 juillet 1993.
À la suite de cet évènement, Georges Vinson est envoyé en mission à l'Administration centrale du Ministère des affaires étrangères de juin à août 1993, puis nommé à l'ambassade de France en Jamaïque après cette fonction. Le 11 avril 1994, il devient ambassadeur aux Bahamas.
Il est admis à la retraite à compter du 12 février 1996 et déménage en région parisienne.
Arrêté du 14 novembre 1995 :  
"Par arrêté du ministre des affaires étrangères en date du 14 novembre 1995, M. Vinson (Georges), ministre plénipotentiaire hors classe, est admis à faire valoir ses droits à la retraite ."
Il décède le 19 février 2013 à l'âge de 83 ans à Suresnes.

## Vie privée
Il épouse Noëlle Bergerat, fille d'Édouard Bergera, industriel textile. Rencontrée à Tarare, ils ont eu trois enfants (Sophie, Séverine et Stanislas).
Il est le beau-frère du publicitaire Bernard Roux. Sa fille ainée, Sophie, est mariée avec le publicitaire Jacques Séguéla,.

## Détail des mandats et des fonctions

### Mandat parlementaire
- 12 mars 1967 - 30 mai 1968 : Député de la 9e circonscription du Rhône

### Mandats locaux
- 21 mars 1971 - 1981 : Maire de Tarare

### Fonctions internationales
- 11 avril 1994 - 12 février 1996 : Ambassadeur de France aux Bahamas[10],[11],[8]
- 04 août 1993 - 12 février 1996 : Ambassadeur de France en Jamaïque[12],[10],[8]
- 20 décembre 1989 - 24 mai 1993 : Ambassadeur de France en Thaïlande[13],[10]
- 29 avril 1985 - 20 décembre 1989 : Ambassadeur de France en Tanzanie[10],[14]
- 07 décembre 1981 - 27 mars 1985 : Ambassadeur de France aux Seychelles[15],[10]

## Distinctions et honneurs

### Honneurs
- En 2004, lors de la fête des trente ans des foyers pour personnes âgées, le bâtiment principal, avenue Jean-Jaurès, est d’ailleurs rebaptisé à cette occasion "Foyer Georges-Vinson"[2].
- En 2010, après l'inauguration de la rénovation du stade de tennis de Tarare, la municipalité a décidé de lui donner le nom de celui qui en avait décidé la construction. Le complexe est désormais dénommé "Stade de tennis Georges-Vinson".[4]